# 瑪麗娜23大廈
瑪麗娜23大廈（23 Marina）是一座位於阿拉伯聯合酋長國迪拜的90層超高住宅大樓，在公主塔建成前是世界最高純住宅大樓，高達395（1,296英尺）。 2011年6月封頂，成為當時杜拜第二高樓及世界上最高的住宅大樓。

## 外部連結
- Hircon-me.com
- Images of 23 Marina Construction Update